# Казаяк-Хуснуллино
Казаяк-Хуснуллино (баш. Ҡаҙаяк-Хөснулла) — деревня в Иглинском районе Республики Башкортостан Российской Федерации. Входит в состав Красновосходского сельсовета. 

## История

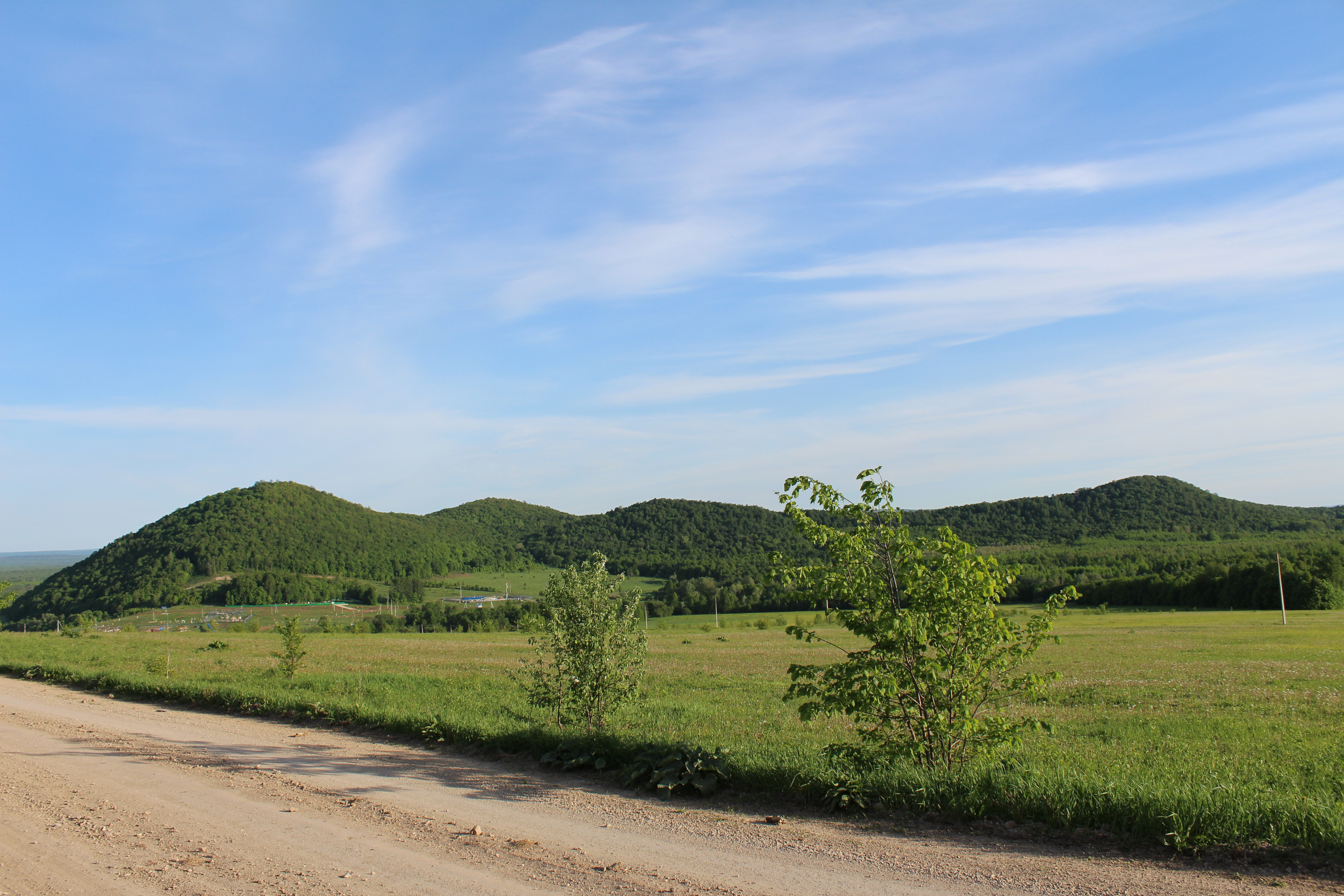
Вид на гору Змеиную, близ Казаяк-Хуснуллино. Башкортостан, Иглинский район.

Деревня была основана в период с 1906 по 1911 гг. выходцами из д. Казаяк-Туюшево Уфимского уезда. По переписи 1917 г. в д. Казаяк-Хуснуллино (Хуснуллино) значится единственный Хуснулла Хусаинов, 1847 г.р., являвшийся отцом большого семейства. Для названий башкирских деревень, образованных до революции, характерно использование антропонимов. Названием населенного пункта становилось имя лидера группы нескольких семей, основавших деревню. Такое название становилось официальным. Исходя из этого, основателем д. Казаяк-Хуснуллино можно считать башкира Хуснуллу Хусаинова, 1847 г.р., выходца из д. Казаяк-Туюшево. 

## География

### Географическое положение
Находится на правом берегу реки Сим.
Расстояние до:
- районного центра (Иглино): 95 км,
- центра сельсовета (Красный Восход): 10 км,
- ближайшей ж/д станции (Улу-Теляк): 3 км.

## Население
| 2002 | 2009 | 2010 |
| ---- | ---- | ---- |
| 37   | ↗53  | →53  |

Национальный состав
Согласно переписи 2002 года, преобладающая национальность — башкиры (89 %).